# Épiphysiolyse de l'extrémité supérieure du fémur
 Mise en garde médicale
L'épiphysiolyse de l'extrémité supérieure du fémur est, chez l'adolescent, l'affection de hanche la plus commune.

## Description
C'est le glissement en arrière et en bas de l'épiphyse proximale du fémur par rapport à la métaphyse. Ce glissement passe dans la zone hypertrophique du cartilage de conjugaison.
Sur le plan anatomique articulaire, les rapports de l'épiphyse et de sa surface articulaire (tête du fémur) avec l'acétabulum ne sont pas modifiés. Ce glissement est mieux compris en tant que glissement vers le haut et en avant de la métaphyse proximale du fémur (col) par rapport à l'épiphyse. Familiarisé avec cette manière de voir, le chirurgien visualise mieux les techniques opératoires.
La cause de l'épiphysiolyse fémorale supérieure idiopathique est inconnue, et sans doute multifactorielle. L'obésité infantile en est un facteur de risque. 

## Clinique
Les principaux points d'appel cliniques sont une raideur articulaire de la hanche touchée, une boiterie et une douleur pouvant être absente ou limitée à une simple irradiation au genou.
On distingue les formes stables, quand l'appui sur le membre est encore possible, des formes instables qui l'interdisent.

## Grands principes du traitement
Les objectifs du traitement sont :
- éviter l'aggravation du glissement le temps de la soudure du cartilage de conjugaison,
- éviter les complications, avant tout la nécrose avasculaire et la chondrolyse ;
- préserver le bon jeu de la hanche.

Quatre méthodes de traitement sont décrites :
- ostéosynthèse,
- épiphysiodèse,
- ostéotomie fémorale proximale,
- contention par grand plâtre pelvi-pédieux.